# Mount Lockhart
Mount Lockhart ist ein 952 m hoher Berg im westantarktischen Marie-Byrd-Land. Er ragt 6 km nördlich des Mount Avers als markante Erhebung aus dem Hauptmassiv der Fosdick Mountains in den Ford Ranges auf.
Entdeckt wurde er bei einem Überflug am 5. Dezember 1929 im Zuge der ersten Antarktisexpedition (1928–1930) des US-amerikanischen Polarforschers Richard Evelyn Byrd. Namensgeber ist Ernest Earl Lockhart (1912–2006), Physiologe auf der Westbasis bei der United States Antarctic Service Expedition (1939–1941), während derer er einer biologischen Mannschaft angehörte, die das Gebiet um den Berg im Jahr 1940 erkundete.